# Cyanophos
Cyanophos ist eine chemische Verbindung aus der Gruppe der Nitrile und Thiophosphorsäureester.

## Gewinnung und Darstellung
Cyanophos kann durch Reaktion von 4-Cyanophenol mit Dimethylchlorthiophosphat (DMPCT) gewonnen werden.

## Eigenschaften
Cyanophos ist eine gelbe bis rötlich gelbe (nach anderer Quelle farblose) Flüssigkeit mit schwachem, charakteristischem Geruch, welche schwer löslich in Wasser ist. Sie zersetzt sich ab einer Temperatur von 119 °C.

## Verwendung
Cyanophos ist ein Organophosphat-Insektizid, das verwendet wird, um eine Reihe von beißenden und saugenden Schädlingen in Baumwolle, Obst und Gemüse einzudämmen. Es wirkt als Cholinesterasehemmer und wird in Pflanzen und Tieren zu 4-Cyanophenol metabolisiert.
In der Schweiz, in Österreich und in Deutschland ist kein Pflanzenschutzmittel zugelassen, das Cyanophos als Wirkstoff enthält.

## Handelsnamen
Cyanox

## Externe Links zu erwähnten Verbindungen
1. ↑  Externe Identifikatoren von bzw. Datenbank-Links zu 4-Cyanophenol:  CAS-Nr.: 767-00-0, EG-Nr.: 212-175-2, ECHA-InfoCard: 100.011.068, PubChem: 13019, ChemSpider: 12478, Wikidata: Q27117923.